# Brave and Crazy
| Críticas profissionais | Críticas profissionais |
| Avaliações da crítica  | Avaliações da crítica  |
| Fonte                  | Avaliação              |
| ---------------------- | ---------------------- |
| AllMusic               | 3 de 5 estrelas.       |

Brave and Crazy é o segundo álbum da cantora Melissa Etheridge, lançado em 1989. Até 2010, o álbum havia vendido  632 mil cópias nos Estados Unidos, de acordo com o Nielsen SoundScan.

## Faixas
Todas as faixas escritas e compostas por Etheridge, exceto quando indicado. 
| N.º | Título                           | Duração |  |
| 1.  | "No Souvenirs"                   | 4:33    |  |
| 2.  | "Brave and Crazy"                | 4:37    |  |
| 3.  | "You Used to Love to Dance"      | 4:33    |  |
| 4.  | "The Angels"                     | 4:38    |  |
| 5.  | "You Can Sleep While I Drive"    | 3:14    |  |
| 6.  | "Testify" (Etheridge, McCormick) | 4:28    |  |
| 7.  | "Let Me Go"                      | 3:56    |  |
| 8.  | "My Back Door"                   | 4:24    |  |
| 9.  | "Skin Deep"                      | 3:10    |  |
| 10. | "Royal Station 4/16"             | 6:40    |  |

## Banda
- Melissa Etheridge - Vocal, Guitarra de 12 cordas.
- Bono - Gaita
- Bernie Larsen - Guitarra Elétrica
- Mauricio-Fritz Lewak - bateria
- Kevin McCormick - Baixo
- Mauricio Fritz Sewak - Baixo
- Scott Thurston - teclado
- Waddy Wachtel - Guitarra

## Produção
- Produtores: Melissa Etheridge, Niko Bolas, Kevin McCormick
- Diretores: Niko Bolas, Bob Vogt
- Co-diretores: Tom Banghart, Larry Goodwin, Randy Wine
- Mixadores: Niko Bolas
- Arranjos: Melissa Etheridge
- Fotografia: Dennis Keeley
- Design: Robin Fredriksz

## Paradas Musicais
Álbum - Billboard (América do Norte)
| Ano  | Chart             | Posição |
| ---- | ----------------- | ------- |
| 1989 | The Billboard 200 | 22      |

Singles - Billboard (América do Norte)
| Ano  | Single         | Chart                  | posição |
| ---- | -------------- | ---------------------- | ------- |
| 1989 | "Let Me Go"    | Mainstream Rock Tracks | 13      |
| 1989 | "No Souvenirs" | Mainstream Rock Tracks | 9       |
| 1989 | "No Souvenirs" | Modern Rock Tracks     | 18      |
| 1989 | "No Souvenirs" | The Billboard Hot 100  | 95      |
| 1990 | "The Angels"   | Mainstream Rock Tracks | 34      |